# Filisparsa solida
Filisparsa solida är en mossdjursart som beskrevs av Calvet 1906. Filisparsa solida ingår i släktet Filisparsa och familjen Oncousoeciidae. Inga underarter finns listade i Catalogue of Life.